# László Dvorák
László Dvorák (Kőszeg, 24 de noviembre de 1964) es un deportista húngaro que compitió en lucha libre. Ganó dos medallas de plata en el Campeonato Europeo de Lucha, en los años 1992 y 1996.

## Palmarés internacional
| Campeonato Europeo | Campeonato Europeo | Campeonato Europeo | Campeonato Europeo |
| Año                | Lugar              | Medalla            | Categoría          |
| ------------------ | ------------------ | ------------------ | ------------------ |
| 1992               | Kaposvár (Hungría) | Medalla de plata   | 82 kg              |
| 1996               | Budapest (Hungría) | Medalla de plata   | 82 kg              |